# Raritate (filatelie)
Raritate filatelică este denumită o piesă care se găsește în puține exemplare. Între piesele rare, pe primele locuri se situează mărcile poștale clasice, urmate de unele mărci poștale care au fost emise ulterior. Raritățile fac parte din grupa mărcilor poștale „tip”, varietăților, erorilor, perechilor (simple sau tête-bêche), ștraifurilor, grupajelor mari, francaturilor excepționale și a pieselor aerofilatelice.

## Rarități filatelice mondiale
- Marca de 1 cent din Guyana Britanică
- Marca de 2 cenți din Guyana Britanică
- Marca de 1 penny roșu din Mauritius
- Marca de 2 pence albastru din Mauritius
- Marca de 2 cenți din Hawaii
- Marca de 500 de moun din Japonia
- Eroarea de culoare Treskilling din Suedia din 1885, de culoare galben-portocaliu în loc de verde
- Blocul de patru din marca poștală de 1 penny din Mauritius din 1848
- Blocul de patru din marca poștală triunghiulară de 1 penny din Capul Bunei Speranțe din anul 1861
- Blocul de 10 mărci poștale de 10 centime, neuzate, ale cantonului Geneva, din 1843
- Marca poștală de 25 centavos, negru, din Honduras din 1925
- Marca poștală pentru poșta aeriană din SUA cu centru răsturnat de 24 de cenți din 1918
- Ziarul Zimbrulu și Vulturulu, cel mai scump ziar din lume
- Cele mai scumpe scrisori din lume sunt considerate cele francate cu ambele mărci poștale ale primei emisiuni din Mauritius și plicul francat cu marca de poștă locală a dirigintelui de poștă din Alexandria, Virginia

|        |              |                  |         |             |                       |
| 1 cent | 1 penny roșu | 2 pence albastru | 2 cenți | 3 skillingi | Zimbrulu si Vulturulu |